# Bichon bolognez
Bichonul bolognez este o veche rasă de câini italiană din familia bichonilor. Federația Canină Internațională recunoaște acesti câini mici albi sub numele de Bolognese, derivat de la numele orașului italian Bologna. Bolognezul este o „jucărie” bine construită, cu o blană distinctivă, albă. Din momentul în care au apărut, au fost folosiți pe post de câini de companie, devenind rapid favoritul familiilor care dispun de un astfel de exemplar.

## Istorie

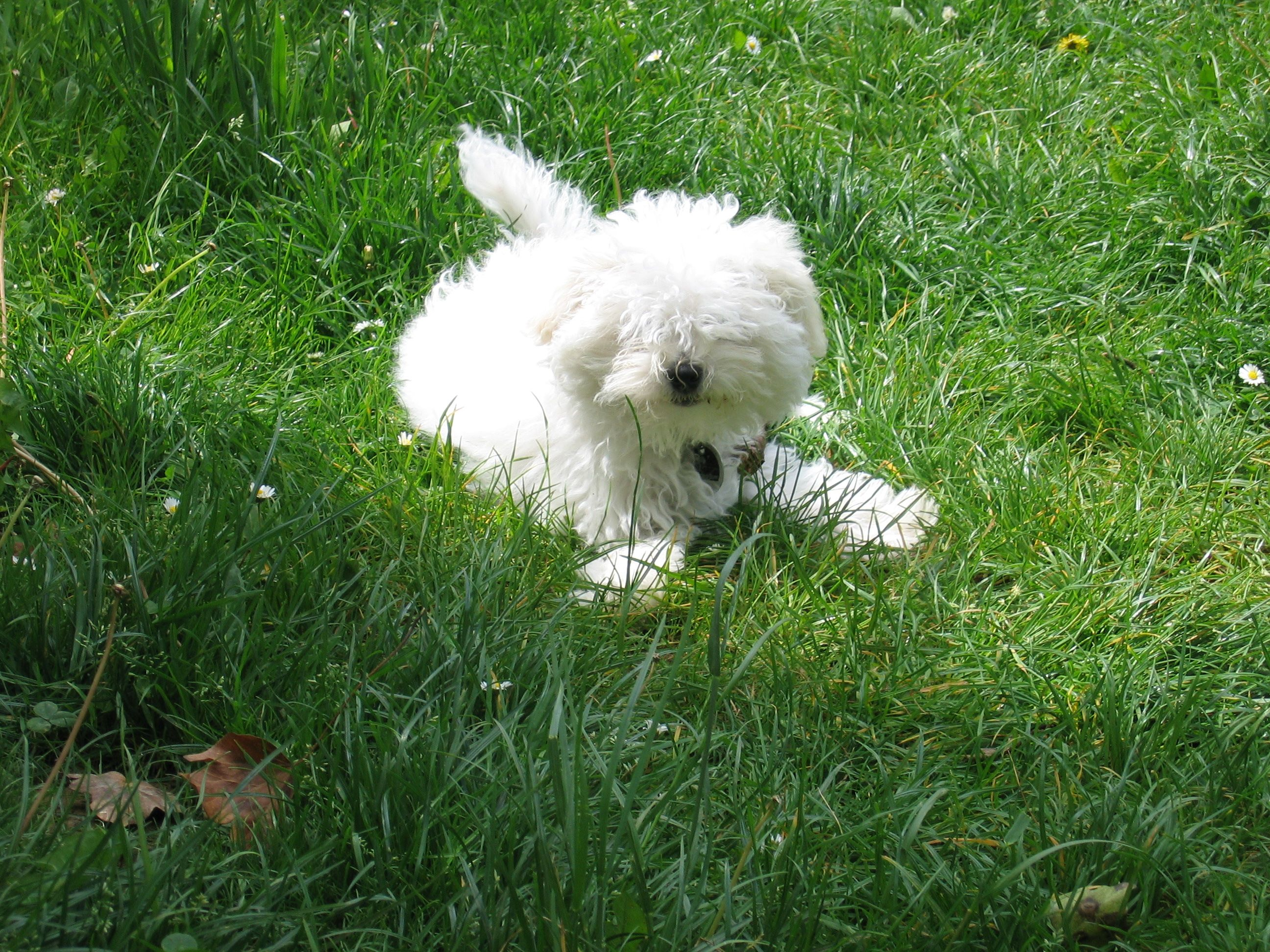
Un pui de Bolognese de 6 luni.

Este un bichon de tip vechi, numit inițial „Bichon italian” și este cosiderat de unii o varietate a Bichonului Frisé. Ca și acesta a fost adus de navigatori în secolul al XV-lea și s-a dezvoltat mai des în regiunea Bologna, de unde îi vine și numele. Datorită frumuseții și grației lui a fost foarte mult apreciat mai ales la curțile regale din Italia, Spania și Rusia. Caterina de' Medici, Ecaterina I, soția lui Petru cel Mare, Maria Terezia, împărăteasa Austriei au avut drept companioni acești câini. Multe tablouri ale Renașterii din Franța, Italia și Spania, printre care picturi de Goya si Watteau, reprezintă câini foarte asemănători cu Bolognese.

## Descriere fizică
Este un câine de talie mică, de jucărie, cum mai este numit, cu un corp compact, un pic mai lung decât înalt. Capul este potrivit de lung, craniul lat și ușor boltit și pare, datorită urechilor foarte distanțate între ele, mai mare decât este. Ochii sunt rotunzi, mari și de culoare închisă. Urechile lungi, prinse sus, atârnă de-a lungul capului și sunt acoperite cu păr lung în smocuri. La bază, urechea este puțin rigidă, astfel că partea ei superioară rămâne ușor depărtată de craniu, dând capului o aparență de lățime. Blana are un păr lung, ușor depărtat de corp, moale, lânos, în smocuri bogate, mai scurt pe bot și este întotdeauna albă.

## Personalitate
Este un cățel mereu vesel, afectiv și sensibil, care se înțelege foarte bine cu copiii, chiar și cu ceilalți câini, indiferent de rasă. Bolognez-ul este inteligent, grațios, blând, liniștit și foarte devotat familiei sale. Este un cățel elegant, calm ce are nevoie de un spațiu suficient de mare. Are un nivel moderat de activitate, 20 de minute de plimbare pe zi i-ar fi de ajuns, dar nu îi displac nici plimbările lungi alături de stăpân, pe care vrea să îl mulțumească. Îi place foarte mult să se joace în grădină astfel că, în cazul în care aveți așa ceva, va fi foarte greu să îl mai băgați în casă. Are nevoie de socializare și dresaj.

## Întreținere

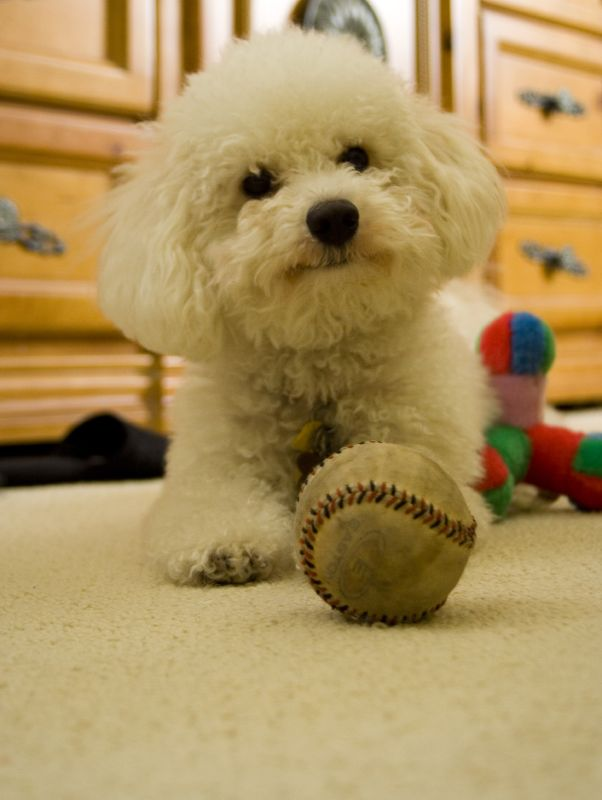
Un Bolognez jucându-se cu o minge.

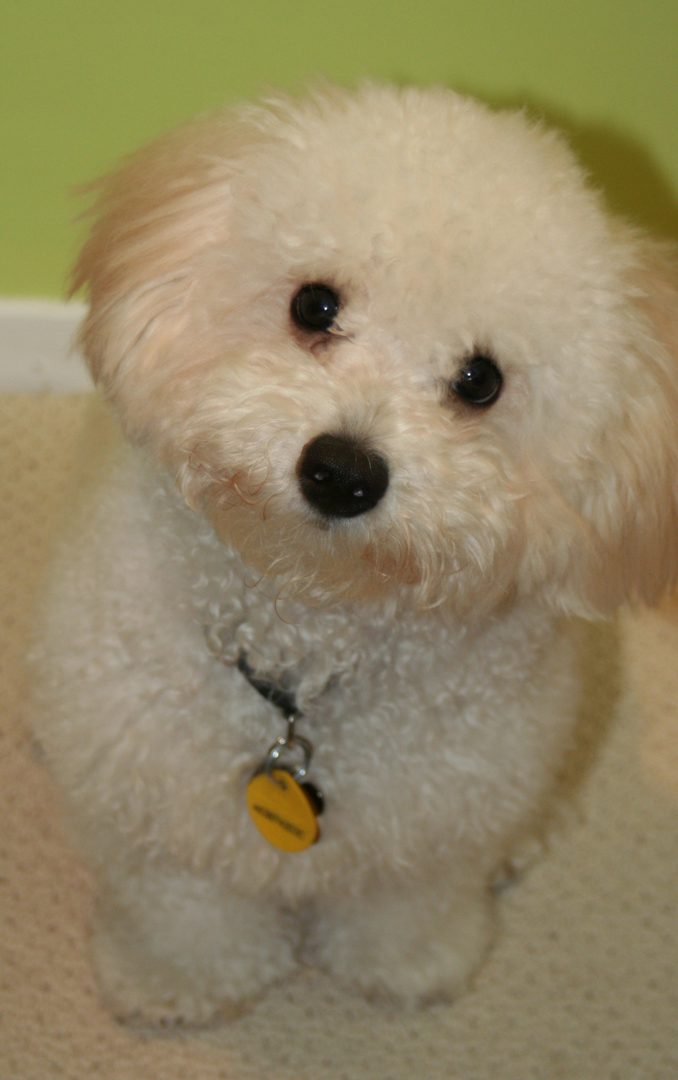
Un Bichon Bolognez.

### Blana
Blana acestui câine are nevoie de un periaj și pieptănat zilnic pentru a nu se încâlci, mai ales pe abdomen, în spatele urechilor, zona dintre picioare. Nu năpârlește, părul mort este îndepărtat prin periere. Trebuie îndepărtat părul crescut în exces dintre pernuțele de la picioare și din urechi. Blana va fi spălată regulat pentru a o păstra albă și curată.

### Hrana
Un bichon bolognez nu va fi niciodată un câine care să dispună de necesități speciale în ceea ce privește hrana. Nevoile lui sunt mici și mănâncă aproape orice, un astfel de câine fiind foarte ușor de întreținut din punct de vedere al mâncării, pentru că se hrănește cu absolut orice i se va da.

### Boli
Bichonul bolognez este una dintre cele mai sănătoase rase. Este un câine care dispune de o sănătate de fier, nelăsându-se atins de diversele afecțiuni. Nu există boli specifice rasei, și nici alte boli nu au foarte mare efect asupra lor.

### Condiții de viață
Se simte bine mai ales într-un apartament lângă un stăpân iubitor. Este recomandat persoanelor care au timp pentru a îngriji câinele, blana acestuia fiind pretențioasă. Are un nivel moderat de activitate, dar nu îi displac plimbările lungi. Are nevoie de socializare și dresaj.

### Dresaj
Cu un dresaj consecvent și blând se pot obține fără probleme rezultatele dorite pentru că este un câine inteligent, dornic să fie pe plac stăpânului și de aceea pricepe cu ușurință ce i se cere.

## Utilitate
Este un plăcut și devotat companion.

## Caracteristici
- Înălțime: Masculii au înălțimea de 27-30 cm, iar femelele – 25-28 cm
- Greutate: 2.5-4 kg
- Durata de viață: 12-15 ani
- Capacitate de naștere: 6-7 pui, în general 3[6]